# Супруновка (Немировский район)
Супруновка (укр. Супрунівка) — село на Украине, находится в Немировском районе Винницкой области.
Код КОАТУУ — 0523089404. Население по переписи 2001 года составляет 163 человека. Почтовый индекс — 22825. Телефонный код — 4331.
Занимает площадь 0,99 км².

## Адрес местного совета
22886, Винницкая область, Немировский р-н, с. Язвинки